# Fabiola Paoletti
Fabiola Paoletti (Falerone, 1 giugno 1966) è un'ex maratoneta italiana.

## Palmarès
| Anno | Manifestazione | Sede      | Evento   | Risultato | Prestazione | Note |
| ---- | -------------- | --------- | -------- | --------- | ----------- | ---- |
| 1991 | Universiadi    | Sheffield | Maratona | 5ª        | 2h53'28"    |      |

## Campionati nazionali
1983
- 6ª ai campionati italiani assoluti, 3000 m piani - 9'43"72

1984
- 11ª ai campionati italiani assoluti, 3000 m piani - 9'43"41
- 4ª ai campionati italiani juniores, 3000 m piani - 10'00"23

1985
- 13ª ai campionati italiani di corsa campestre

1987
- 5ª ai campionati italiani di maratonina - 1h19'36"

1988
- 5ª ai campionati italiani assoluti, 10000 m piani - 34'36"46
- 7ª ai campionati italiani di maratona - 3h01'05"
- 9ª ai campionati italiani di maratonina - 1h17'54"

1989
- 16ª ai campionati italiani di maratonina - 1h24'13"

1996
- 22ª ai campionati italiani di maratonina - 1h19'25"

## Altre competizioni internazionali
1985
- 5ª al Cross della Vallagarina ( Villa Lagarina) - 17'38"6

1986
- 61ª agli IAAF Women's World Road Championships ( Lisbona), 15 km - 56'06"

1987
- 9ª alla Maratona di Venezia ( Venezia) - 2h45'22"
- Argento alla Roma-Ostia ( Roma) - 1h16'13"

1988
- Oro alla Maratona di Roma ( Roma) - 2h48'45"
- Bronzo alla Roma-Ostia ( Roma) - 1h16'52"
- 11ª al Cross della Vallagarina ( Villa Lagarina) - 16'30"8

1991
- Bronzo alla Maratona di Roma ( Roma) - 2h52'37"

1996
- 13ª alla Maratona di Praga ( Praga) - 2h52'25"
- 10ª alla Roma-Ostia ( Roma) - 1h23'20"

1997
- 9ª ai Mondiali militari di corsa campestre ( Dakar)
- 5ª alla Maratona di Venezia ( Venezia) - 2h52'29"